# Sincelejo
Sincelejo là một khu tự quản thuộc tỉnh Sucre, Colombia. Thủ phủ của khu tự quản Sincelejo đóng tại Sincelejo Khu tự quản Sincelejo có diện tích 275 ki lô mét vuông. Đến thời điểm ngày 28 tháng 5 năm 2005, khu tự quản Sincelejo có dân số 174345 người.